# Ligeti Károly
Ligeti Károly (Kiskőrös, 1890. december 8. – Omszk, 1919. június 2.) magyar újságíró, költő, forradalmár.

## Élete
A Népszava külső munkatársaként dolgozott, a lapban több cikke is megjelent. Bekapcsolódott a haladó diákmozgalomba. 1914-ben az első világháborúban a szerb harctérre került, szerb hadifogságba esett, majd hazaszökött.
1916-ban Galíciában orosz fogságba került. A hadifogolytáborban forradalmár lett. 
A fehér gárdisták elleni harcokban részt vett, majd szervezte a Nemzetközi Vörös Gárdát. 1918. február 10-én az ő szerkesztésében megjelent a Forradalom című omszki magyar hadifogolyújság. Lefordította és leközölte a Kommunista kiáltványt. 1919 júniusában az oroszországi polgárháborúban az Omszkot védő magyar csapatok parancsnoka volt, súlyosan megsebesült, majd a fehérek foglyul ejtették, börtönben sínylődött, majd 150 társával együtt meggyilkolták.

## Művei
- Végrendeletem - vers (Vörös Újság - Omszk, 1920. január és Forradalom című lap, Irkutszk, 1920. február 28.)[1]
- Ligeti Károly válogatott írásai 1917-1957 (bevezető Sziklay Sándor, Budapest, 1957) - Információ a kötetről (konyvtar.ksh.hu)[halott link]

## Emlékezete
1948 és 1992 között Budapest XXI. kerületében utca (azóta Csete Balázs utca), valamint iskola is viselte a nevét. Emléktáblája Olcsai-Kiss Zoltán alkotása (1968).